# Matthias Jabs
Matthias Jabs (født 25. oktober 1955) er en tysk guitarist og sangskriver, som bedst er kendt for sin position som guitarist i heavy metal-bandet Scorpions. Før Jabs sluttede sig til dem, havde han spillet i andre grupper så som Lady, Fargo og Deadlock.
Jabs sluttede sig til Scorpions efter Ulrich Roth forlod dem i 1978. Det første album Matthias Jabs  bidrog til var Lovedrive. Hans guitarspil bidrog utrolig meget til deres musikalske stil 